# 마이 리틀 포니: 이퀘스트리아 걸스 - 잊혀진 우정
마이 리틀 포니: 이퀘스트리아 걸스 - 잊혀진 우정(영어: My Little Pony: Equestria Girls – Forgotten Friendship)는 해즈브로의 마이 리틀 포니: 이퀘스트리아 걸스 토이라인을 기반으로 한 2018 캐나다-미국 플래시 애니메이션 1 시간 TV 스페셜.
스페셜은 2018년 2월 17일 디스커버리 패밀리에서 방영되었다.

## 줄거리
선셋 쉬머는 그녀에 대한 친구들의 기억이 신비하게 지워 졌다는 것을 발견한다. 그녀는 즉시 이퀘스트리아로 돌아와 전 멘토인 셀레스티아 공주와 재회하고 기억이 영원히 사라지기 전에 원인을 찾기 위해 트와일라잇 스파클 공주의 도움을 구한다.

## 목소리 출연
- 박지윤
- 여민정
- 조현정
- 김율
- 조경이
- 박소라
- 은영선